# Тарасий Василиу
Тарасий (на гръцки: Ταράσιος, Тарасиос) е гръцки духовник, митрополит на Вселенската патриаршия.

## Биография
Роден е с фамилията Василиу (Βασιλείου) около 1835 година. В 1860 година завършва Халкинската семинария. Служи като проповедник и учител в Драмската митрополия. На 30 януари 1867 година в патриаршеската катедрала „Свети Георги“ в Цариград е ръкоположен за титулярен христуполски епископ и назначен за викарен епископ на Драмската митрополия. Ръкополагането му е извършено от митрополит Агатангел Драмски в съслужение с митрополитите Паисий II Видински и Хрисант Ганоски и Хорски. В 1872 година след преместването на митрополит Агатангел на катедрата в Ефес, Тарасий става викарен епископ на Ефеската митрополия. На 19 февруари 1877 година Тарасий е избран за илиуполски и тирски епископ. В декември 1901 година Илиуполската и Тирска епархия е повишена в митрополия, а Тарасий съответно в митрополит. На 12 август 1910 година подава оставка.
Умира в Цариград на 10 юни 1915 година.